# 상투메 프린시페의 국기

상투메 프린시페의 국기 비율 1:2

상투메 프린시페의 국기는 1975년 11월 5일에 제정되었다. 상투메 프린시페의 국기는 상투메 프린시페 해방운동이라는 정당의 당기를 기초로 한 것이다.
초록색, 노란색, 초록색으로 구성된 세 줄의 가로 줄무늬에 깃대 쪽으로 빨간색 삼각형이 그려져 있으며, 노란색 줄무늬 안에는 두 개의 검은색 별이 그려져 있다.
빨간색 삼각형은 독립을 위한 투쟁을, 초록색은 농업을, 노란색은 상투메 프린시페의 중요한 농산물인 코코아를, 두 개의 검은색 별은 상투메 프린시페를 구성하는 두 개의 큰 섬인 상투메 섬, 프린시페 섬을 의미한다.

## 색상
| 색상 | 빨강                | 초록                | 노랑                | 검정            |
| ---- | ------------------- | ------------------- | ------------------- | --------------- |
| RGB  | 210–16–52 (#EF2B2D) | 18–173–43 (#12AD2B) | 255–206–0 (#FFCE00) | 0–0–0 (#000000) |